# Adiàntids
Els adiàntids (Adianthidae) són una família extinta de mamífers litopterns (anteriorment classificada entre els condilartres) que visqueren a Sud-amèrica des del Paleocè superior fins al Miocè inferior, fa entre 16 i 58,7 milions d'anys. Se n'han trobat restes fòssils a l'Argentina, Bolívia, el Perú i Xile. Eren litopterns diminuts, esvelts i de dents derivades de tipus selenodont (amb crestes i cúspides disposades en un patró de mitja lluna). L'anatomia postcranial del gènere tipus, Adianthus, indica que era un animal herbívor i corredor que vivia en ecosistemes oberts.